# Ковалец, Кирилл Сергеевич
Кири́лл Серге́евич Ковале́ц (укр. Кирило Сергійович Ковалець; род. 2 июля 1993, Киев) — украинский футболист, полузащитник клуба «Александрия».

## Биография
Тренировался вместе с футбольной командой «Локомотив» из Киева. В 2005 году в 11 лет сыграл в прощальном матче своего отца Сергея Ковальца, в игре киевского «Динамо» образца 1990-х годов и сборной клубов Украины образца также 1990-х годов. В этом матче он забил 1 гол с пенальти.
С 2007 по 2010 год выступал за харьковский «Металлист» в детско-юношеской футбольной лигеУкраины.
С лета 2010 до 2011 года выступал за киевскую «Оболонь» в молодёжном первенстве Украины, основную команду которой тренировал его отец Сергей Ковалец. В сезоне 2010/11 провёл в молодёжном чемпионате 20 матчей и забил 1 мяч. 22 октября 2011 года дебютировал в Премьер-лиге Украины в выездном матче против мариупольского «Ильичёвца» (2:1), Ковалец вышел на 82 минуте вместо Антона Шевчука.
9 июля 2015 года заключил двухлетний контракт с одесским «Черноморцем». В начале марта 2017 года Кирилл подписал новое соглашение с одесским клубом сроком на 2,5 года.
Летом 2018 года стал игроком «Александрии». По итогам голосования болельщиков на официальном сайте «Александрии» Ковалец стал лучшим игроком клуба 2019 года.

## Личная жизнь
Мать Анжела, отец — Сергей, футболист и тренер. Кроме него в семье две сестры — Алина (1989) и Дарья (1998). У Кирилла есть сын Иван.

## Достижения
«Александрия»
- Серебряный призёр чемпионата Украины: 2024/25